# Bohdan Makuz
Bohdan Wolodymyrowytsch Makuz (ukrainisch Богдан Володимирович Макуц; * 4. April 1960 in Lwow, Ukrainische SSR) ist ein ehemaliger sowjetischer Turner aus der Ukraine.

## Erfolge
Bohdan Makuz erzielte seine ersten internationalen Erfolge bei der Sommer-Universiade 1979 in Mexiko-Stadt. Er gewann im Einzelmehrkampf, Mannschaftsmehrkampf, am Barren, am Reck, am Pauschenpferd und am Sprung jeweils Gold sowie am Boden Bronze. Bei den im selben Jahr ausgetragenen Europameisterschaften in Essen wurde er am Sprung und am Barren Europameister sowie im Einzelmehrkampf und an den Ringen Vizeeuropameister. Darüber hinaus gewann er am Pauschenpferd Bronze.
Ein Jahr darauf nahm er an den Olympischen Spielen 1980 in Moskau teil. Obwohl er in den meisten Einzeldisziplinen zu den besten Turnern der Qualifikation gehörte, verpasste er zumeist das Finale, da nur die besten zwei bzw. drei Turner jeder Nation ins Finale vorrücken durften. Im Einzelmehrkampf belegte er in der Qualifikation Rang sechs, war jedoch nur der fünftbeste sowjetische Turner. Beim Sprung wurde er zwar Zweiter in der Qualifikation, das Finale bestritten aber der punktbeste Alexander Ditjatin und der mit Makuz punktgleiche Nikolai Andrianow. Am Boden schied er als Fünfter der Qualifikation aus, am Reck als Sechster und am Barren als Siebter. Am Pauschenpferd belegte er Rang elf und an den Ringen Platz 13. Sein größter Erfolg gelang Makuz schließlich im Mannschaftsmehrkampf. Mit Nikolai Andrianow, Eduard Asarjan, Alexander Ditjatin, Wladimir Markelow und Alexander Tkatschow erzielte er mit 293,75 Punkten im Pflichtteil und 295,85 Punkten im Finale jeweils den Bestwert und wurde daher mit 589,60 Punkten Olympiasieger. Mit 581,15 Punkten folgte die Mannschaft der DDR auf Rang zwei und die ungarische Turnriege mit 575,00 Punkten auf Rang drei.
Makuz verteidigte bei den Europameisterschaften 1981 in Rom seine Titel am Sprung und am Barren, während er sich außerdem Bronze im Einzelmehrkampf und am Reck sicherte. Im selben Jahr wurde Makuz in Moskau auch Weltmeister im Mannschaftsmehrkampf. Im Einzelmehrkampf belegte er den zweiten, an den Ringen und am Sprung den dritten Platz. Die Weltmeisterschaften 1983 in Budapest schloss er mit der Mannschaft auf Rang zwei ab.
Bei den Olympischen Spielen 2016 in Rio de Janeiro war Makuz als Kampfrichter tätig.